# UEFA Conference League 2026/27

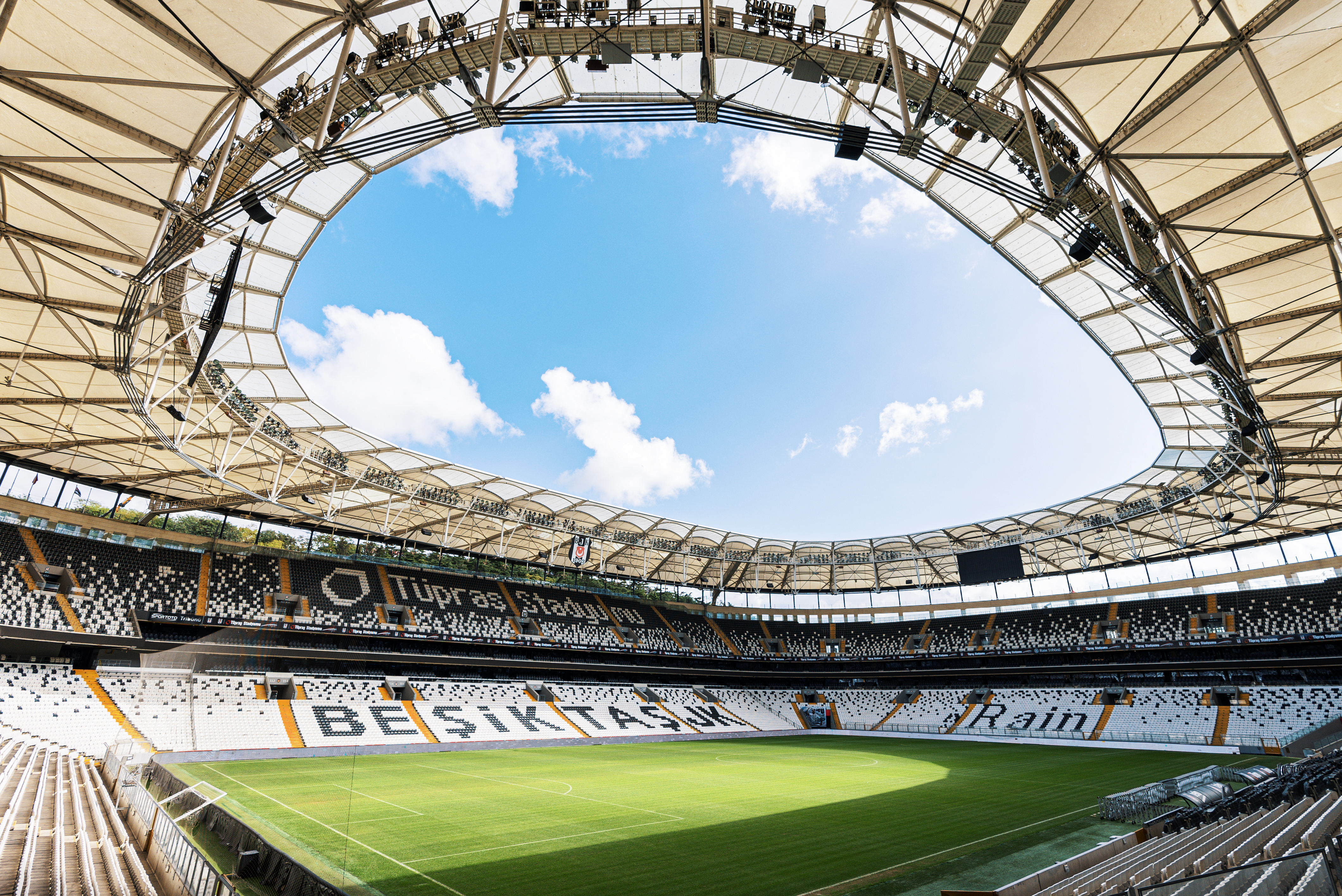
Das Finale ist im Beşiktaş-Park in Istanbul geplant.

Die UEFA Conference League 2026/27 ist die sechste Auflage des drittwichtigsten Wettbewerbs für europäische Fußballvereine.
An diesem Wettbewerb nehmen voraussichtlich 157 Mannschaften aus 55 Landesverbänden der UEFA teil. Das Endspiel soll im Mai 2027 im Beşiktaş-Park in Istanbul stattfinden.
Der Gewinner der UEFA Conference League erhält einen Platz in der Ligaphase der UEFA Europa League 2027/28.

## Zugangsliste
Die Einteilung in die einzelnen Qualifikationsrunden bestimmt sich nach der (vorläufigen) Zugangsliste der UEFA. Die Reihenfolge der Verbände resultiert hierbei aus den Verbandskoeffizienten der UEFA-Fünfjahreswertung 2024/25 und ergibt sich aus den Verbands-Koeffizienten der fünf Spielzeiten von 2020/21 bis 2024/25. Wenn sich der Pokalsieger eines Landesverbandes für die UEFA Champions League 2026/27 oder UEFA Europa League 2026/27 qualifiziert, bekommt die nächstbeste Mannschaft aus der nationalen Liga den schlechtestmöglichen Startplatz dieses Verbands in der Qualifikation, während die anderen Teams dementsprechend aufrücken und den nächstbesseren Startplatz übernehmen. Soweit ein Verein keine Zulassung für die UEFA-Wettbewerbe erhält, rückt das in der nationalen Liga nächstbeste Team nach.
Die nachfolgende Tabelle zeigt hierzu an, in welcher Qualifikationsrunde der Conference League die Pokalsieger (CW) und die anhand ihrer Platzierung in den nationalen Ligen qualifizierten Teams starten. In England erhält der Ligapokalsieger (LCW) anstatt des Sechstplatzierten einen Startplatz. In den Niederlanden, Belgien, Österreich, Dänemark, Bulgarien, Slowakei, Finnland, Nordirland, Wales und San Marino erhält der Playoff-Sieger (P) der nationalen Liga anstatt des Zweit-, Dritt- oder Viertplatzierten einen Startplatz.
| Platz | Land           | Play-Offs | Q3 | Q2      | Q1           |
| ----- | -------------- | --------- | -- | ------- | ------------ |
| 1.    | England        | 6.        |    |         |              |
| 2.    | Italien        | 6.        |    |         |              |
| 3.    | Spanien        | 6.        |    |         |              |
| 4.    | Deutschland    | 6.        |    |         |              |
| 5.    | Frankreich     | 5.        |    |         |              |
| 6.    | Niederlande    |           |    | P       |              |
| 7.    | Portugal       |           |    | 4.      |              |
| 8.    | Belgien        |           |    | P       |              |
| 9.    | Tschechien     |           |    | 4.      |              |
| 10.   | Türkei         |           |    | 4.      |              |
| 11.   | Norwegen       |           |    | 4.      |              |
| 12.   | Griechenland   |           |    | 4.      |              |
| 13.   | Österreich     |           |    | 3. / P  |              |
| 14.   | Schottland     |           |    | 3. / 4. |              |
| 15.   | Polen          |           |    | 3. / 4. |              |
| 16.   | Dänemark       |           |    | 2. / P  |              |
| 17.   | Schweiz        |           |    | 2. / 3. |              |
| 18.   | Israel         |           |    | 2. / 3. |              |
| 19.   | Zypern         |           |    | 2. / 3. |              |
| 20.   | Schweden       |           |    | 2. / 3. |              |
| 21.   | Kroatien       |           |    | 2. / 3. |              |
| 22.   | Serbien        |           |    | 2. / 3. |              |
| 23.   | Ukraine        |           |    | 2. / 3. |              |
| 24.   | Ungarn         |           |    | 2. / 3. |              |
| 25.   | Rumänien       |           |    | 2. / P  |              |
| 26.   | Russland 1     |           |    | 2. / 3. |              |
| 27.   | Slowakei       |           |    | 2. / 3. |              |
| 28.   | Slowenien      |           |    | 2. / 3. |              |
| 29.   | Bulgarien      |           |    | 2. / P  |              |
| 30.   | Aserbaidschan  |           |    | 2.      | 3.           |
| 31.   | Irland         |           |    | 2.      | 3.           |
| 32.   | Moldau         |           |    | 2.      | 3.           |
| 33.   | Island         |           |    | 2.      | 3.           |
| 34.   | Bosnien & H.   |           |    | CW      | 2. / 3.      |
| 35.   | Armenien       |           |    | CW      | 2. / 3.      |
| 36.   | Lettland       |           |    | CW      | 2. / 3.      |
| 37.   | Kosovo         |           |    | CW      | 2. / 3.      |
| 38.   | Finnland       |           |    | CW      | 2. / P       |
| 39.   | Kasachstan     |           |    |         | CW / 2. / 3. |
| 40.   | Färöer         |           |    |         | CW / 2. / 3. |
| 41.   | Malta          |           |    |         | CW / 2. / 3. |
| 42.   | Nordirland     |           |    |         | CW / 2. / P  |
| 43.   | Litauen        |           |    |         | CW / 2. / 3. |
| 44.   | Liechtenstein  |           |    |         | CW           |
| 45.   | Estland        |           |    |         | CW / 2. / 3. |
| 46.   | Albanien       |           |    |         | CW / 2. / 3. |
| 47.   | Montenegro     |           |    |         | CW / 2. / 3. |
| 48.   | Luxemburg      |           |    |         | CW / 2. / 3. |
| 49.   | Wales          |           |    |         | CW / 2. / 3. |
| 50.   | Georgien       |           |    |         | CW / 2. / 3. |
| 51.   | Nordmazedonien |           |    |         | CW / 2.      |
| 52.   | Belarus        |           |    |         | CW / 2.      |
| 53.   | Andorra        |           |    |         | CW / 2.      |
| 54.   | Gibraltar      |           |    |         | CW / 2.      |
| 55.   | San Marino     |           |    |         | CW / P       |

## Qualifikation
In der Auslosung der Spielpaarungen werden die Teams mit dem höheren Klub-Koeffizienten (KK) der UEFA-Fünfjahreswertung 2024/25 gesetzt. Bei gleichem Klub-Koeffizienten bestimmt sich die Reihenfolge nach den von den Teams erzielten Wertungspunkten der Vorsaison bzw. der weiteren Vorjahre. Soweit zum Zeitpunkt der Auslosung der jeweiligen Qualifikationsrunde die vorhergehende Runde noch nicht abgeschlossen ist, wird für die Setzliste der höhere Wert der beiden Teams der jeweils ausstehenden Spielpaarungen angesetzt.

### 1. Qualifikationsrunde
An dieser Runde nehmen voraussichtlich folgende 58 Mannschaften teil:
- KÍ Klaksvík oder Víkingur Gøta (Sieger des Färöischen Fußballpokals 2025) KK: min. 6,000 / max. 10,500[2]
- Dritter der Premyer Liqası 2025/26
- Zweiter der League of Ireland 2025
- Dritter der Super Liga 2025/26
- Dritter der Besta deild 2025
- Zweiter der Premijer Liga 2025/26
- Dritter der Premijer Liga 2025/26
- Zweiter der Bardsragujn chumb 2025/26
- Dritter der Bardsragujn chumb 2025/26
- Zweiter der Virslīga 2025
- Dritter der Virslīga 2025
- Zweiter der Kosovo Superliga 2025/26
- Dritter der Kosovo Superliga 2025/26
- Zweiter der Veikkausliiga 2025
- Sieger der Conference-League-Play-Offs der Veikkausliiga 2025
- Sieger des Kasachischen Fußballpokals 2025
- Zweiter der Premjer-Liga 2025
- Dritter der Premjer-Liga 2025
- Zweiter der Betrideildin 2025
- Dritter der Betrideildin 2025
- Sieger der F.A. Trophy 2025/26
- Zweiter der Maltese Premier League 2025/26
- Dritter der Maltese Premier League 2025/26
- Zweiter der NIFL Premiership 2025/26
- Sieger der Play-Offs zur Europa Conference League der NIFL Premiership 2025/26
- Sieger des Irish Cups 2025/26
- Sieger des Litauischen Fußballpokals 2025
- Zweiter der A lyga 2025
- Dritter der A lyga 2025
- Sieger des Liechtensteiner Cups 2025/26
- Sieger des Estnischen Fußballpokals 2025/26
- Zweiter der Meistriliiga 2025
- Dritter der Meistriliiga 2025
- Sieger des Albanischen Fußballpokals 2025/26
- Zweiter der Kategoria Superiore 2025/26
- Dritter der Kategoria Superiore 2025/26
- Sieger des Montenegrinischen Fußballpokals 2025/26
- Zweiter der Prva Crnogorska Liga 2025/26
- Dritter der Prva Crnogorska Liga 2025/26
- Zweiter der BGL Ligue 2025/26
- Dritter der BGL Ligue 2025/26
- Sieger des Coupe de Luxembourg 2025/26
- Sieger des Welsh Cup 2025/26
- Zweiter der Cymru Premier 2025/26
- Sieger der Play-Offs zur Europa Conference League der Cymru Premier 2025/26
- Sieger des Georgischen Fußballpokals 2025
- Zweiter der Erovnuli Liga 2025
- Dritter der Erovnuli Liga 2025
- Sieger des Kup na Makedonija 2025/26
- Zweiter der Prva Makedonska Liga 2025/26
- Sieger des Belarussischen Fußballpokals 2025/26
- Zweiter der Wyschejschaja Liha 2025
- Sieger des Copa Constitució 2025/26
- Zweiter der Primera Divisió 2025/26
- Sieger des Rock Cup 2025/26
- Zweiter der Gibraltar National League 2025/26
- Sieger des Coppa Titano 2025/26
- Zweiter in den Playoffs der Campionato Sammarinese di Calcio 2025/26

### 2. Qualifikationsrunde
An dieser Runde nehmen folgende 102 Mannschaften teil:

#### Champions-Weg
- 14 von 15 Verlierern der 1. Qualifikationsrunde der UEFA Champions League

#### Platzierungsweg
- Sieger der Play-Offs zur Europa Conference League der Eredivisie 2025/26
- Vierter der Primeira Liga 2025/26
- Sieger der Play-Offs zur Europa Conference League der Division 1A 2025/26
- Vierter der Chance Liga 2025/26
- Vierter der Süper Lig 2025/26
- Vierter der Eliteserien 2025
- Vierter der Super League 2025/26
- Dritter der Bundesliga 2025/26
- Sieger der Play-Offs zur Europa Conference League der Bundesliga 2025/26
- Dritter der Scottish Premiership 2025/26
- Vierter der Scottish Premiership 2025/26
- Zweiter der Ekstraklasa 2025/26
- Dritter der Ekstraklasa 2025/26
- Zweiter der Superliga 2025/26
- Sieger der Play-Offs zur Europa Conference League der Superliga 2025/26
- Zweiter der Chance Liga 2025/26
- Dritter der Chance Liga 2025/26
- Zweiter der Ligat ha’Al 2025/26
- Dritter der Ligat ha’Al 2025/26
- Zweiter der First Division 2025/26
- Dritter der First Division 2025/26
- Zweiter der Allsvenskan 2025
- Dritter der Allsvenskan 2025
- Zweiter der 1. HNL 2025/26
- Dritter der 1. HNL 2025/26
- Zweiter der SuperLiga 2025/26
- Dritter der SuperLiga 2025/26
- Zweiter der Premjer-Liha 2025/26
- Dritter der Premjer-Liha 2025/26
- Zweiter der Nemzeti Bajnokság 2025/26
- Dritter der Nemzeti Bajnokság 2025/26
- Zweiter der Liga 1 2025/26
- Sieger der Play-Offs zur Europa Conference League der Liga 1 2025/26
- Zweiter der Premjer-Liga 2025/26
- Dritter der Premjer-Liga 2025/26
- Zweiter der Niké liga 2025/26
- Dritter der Niké liga 2025/26
- Zweiter der Slovenska Nogometna Liga 2025/26
- Dritter der Slovenska Nogometna Liga 2025/26
- Zweiter der Parwa liga 2025/26
- Sieger der Play-Offs zur Europa Conference League der Parwa liga 2025/26
- Zweiter der Premyer Liqası 2025/26
- Zweiter der League of Ireland 2025
- Zweiter der Super Liga 2025/26
- Zweiter der Besta deild 2025
- Sieger des Kup-BiH 2025/26
- Sieger des Armenischen Fußballpokals 2025/26
- Sieger des Lettischen Fußballpokals 2025
- Sieger des Kupa e Kosovës 2025/26
- Sieger des Suomen Cup 2025
- 9 Verlierer der 1. Qualifikationsrunde der UEFA Europa League
- 29 weitere Sieger der vorherigen Runde

### 3. Qualifikationsrunde
An dieser Runde nehmen folgende 60 Mannschaften teil:

#### Champions-Weg
- 1 Verlierer der 1. Qualifikationsrunde der UEFA Champions League
- 7 Sieger des Champions-Wegs der vorherigen Runde

#### Platzierungsweg
- 8 Verlierer der 2. Qualifikationsrunde der UEFA Europa League
- 44 Sieger der vorherigen Runde

### Play-offs
Die vierte und letzte Qualifikationsrunde wird zwecks besserer Vermarktungschancen „Play-offs“ genannt.
An der Runde nehmen folgende 48 Mannschaften teil:

#### Champions-Weg
- 4 Sieger der vorherigen Runde
- 6 Verlierer des Champions-Wegs der 3. Qualifikationsrunde der UEFA Europa League

#### Platzierungsweg
- Sieger des EFL Cup 2025/26
- Sechster der Primera División 2025/26
- Sechster der Serie A 2025/26
- Sechster der Fußball-Bundesliga 2025/26
- Fünfter der Ligue 1 2025/26
- 7 Verlierer des Platzierungswegs der 3. Qualifikationsrunde der UEFA Europa League
- 26 Sieger der vorherigen Runde

## Ligaphase
An der Ligaphase werden 36 Mannschaften teilnehmen:
- 12 Verlierer der Playoffs der Europa League
- 5 Sieger des Champions-Wegs
- 19 Sieger des Platzierungswegs